# پیوگا (ایندیانا)
پیوگا (به انگلیسی: Peoga) یک منطقهٔ مسکونی در ایالات متحده آمریکا است که در شهرستان جانسون، ایندیانا واقع شده‌است. پیوگا ۳۰۵٫۱۱ متر بالاتر از سطح دریا واقع شده‌است.